# Lista över insjöar i Lysekils kommun
Detta är en lista över sjöar i Lysekils kommun baserad på sjöns utloppskoordinat. Om någon sjö saknas, kontrollera grannkommunens lista eller kategorin Insjöar i Lysekils kommun.

## Lista
| Namn            | Koordinat                                     | Sjöid         | VYID | Yta (km²) | Strandlinje (km) | Höjd (m) | Maxdjup (m) | Volym (m³) | HARO   | Natura 2000 |
| --------------- | --------------------------------------------- | ------------- | ---- | --------- | ---------------- | -------- | ----------- | ---------- | ------ | ----------- |
| Hällers myr     | 58°26′00″N 11°28′00″Ö / 58.43333°N 11.46667°Ö | 648710-124655 |      | 0,084     |                  | 12,5     | 4           | 161 000    | 110111 |             |
| Härmundsröd myr | 58°22′42″N 11°30′25″Ö / 58.37834°N 11.50705°Ö | 648083-124863 |      |           |                  |          |             |            | 110111 |             |
| Lillevattnet    | 58°28′36″N 11°30′54″Ö / 58.4766°N 11.51511°Ö  | 649173-124980 |      | 0,008     |                  | 94       | 6,2         | 22 000     | 110111 |             |
| Prästtorps myr  | 58°23′03″N 11°29′35″Ö / 58.38417°N 11.49316°Ö | 648153-124786 |      |           |                  |          |             |            | 110111 |             |
| Rotemyr         | 58°16′51″N 11°27′12″Ö / 58.2807°N 11.45337°Ö  | 647017-124479 |      |           |                  |          |             |            | 110111 |             |
| Rönningevattnet | 58°28′32″N 11°29′18″Ö / 58.47543°N 11.48831°Ö | 649170-124823 |      | 0,059     |                  | 94       | 4,5         | 120 000    | 110111 |             |
| Svartevattnet   | 58°28′46″N 11°31′36″Ö / 58.4795°N 11.5266°Ö   | 649201-125049 |      | 0,02      |                  | 145      | 7,3         | 59 000     | 110111 |             |
| Trötemyr        | 58°16′59″N 11°26′55″Ö / 58.28314°N 11.44863°Ö | 647046-124453 |      |           |                  |          |             |            | 110111 |             |